# Thank You (Estelle)
Thank You è un singolo della cantante britannica Estelle, pubblicato nel 2011 ed estratto dal suo terzo album in studio All of Me.
Nell'ambito dei Grammy Awards 2013 la canzone è stata candidata nella categoria "Miglior interpretazione R&B".

## Tracce
- Download digitale

1. Thank You – 4:11

## Video
Il videoclip della canzone è stato diretto da Iren Sheffield.

## Classifiche
| Classifica (2012) | Posizione raggiunta |
| ----------------- | ------------------- |
| Stati Uniti       | 100                 |